# Rolvsøy (île)
Rolvsøy est une île de la commune de Fredrikstad , dans le comté d'Østfold en Norvège.

## Description
L'île de 60,51 km2 est la deuxième plus grande île fluviale de Norvège, après Tunøya de Sarpsborg. Elle se situe dans le cours intérieur de la rivière Glomma. Une très petite partie du nord-ouest de l'île appartient à la municipalité de Råde du comté d'Østfold. La population de la partie de Fredrikstad de Rolvsøy était de 31.930 habitants en septembre 2011, et l'île est donc l'une des îles les plus peuplées de Norvège.
La gare de Fredrikstad et le nouveau centre-ville de Fredrikstad sont situés sur l'île de Rolvsøy, tout comme les localités Lisleby, Glemmen, Rolvsøy, Rostadneset et Veum. Il y a aussi un aéroport privé près de Veum.